# Streptosyllis biarticulata
Streptosyllis biarticulata är en ringmaskart som beskrevs av Hartmann-Schröder 1991. Streptosyllis biarticulata ingår i släktet Streptosyllis och familjen Syllidae. Inga underarter finns listade i Catalogue of Life.